# Kelly Cup Playoffs Most Valuable Player
Der Kelly Cup Playoffs Most Valuable Player Award (früher Riley Cup Playoffs Most Valuable Player) ist eine Eishockeytrophäe der ECHL. Er wird jährlich an den wertvollsten Spieler während der Kelly-Cup-Play-offs in der ECHL verliehen. Der Sieger wird durch eine Abstimmung unter Medienvertretern ermittelt.

## Gewinner

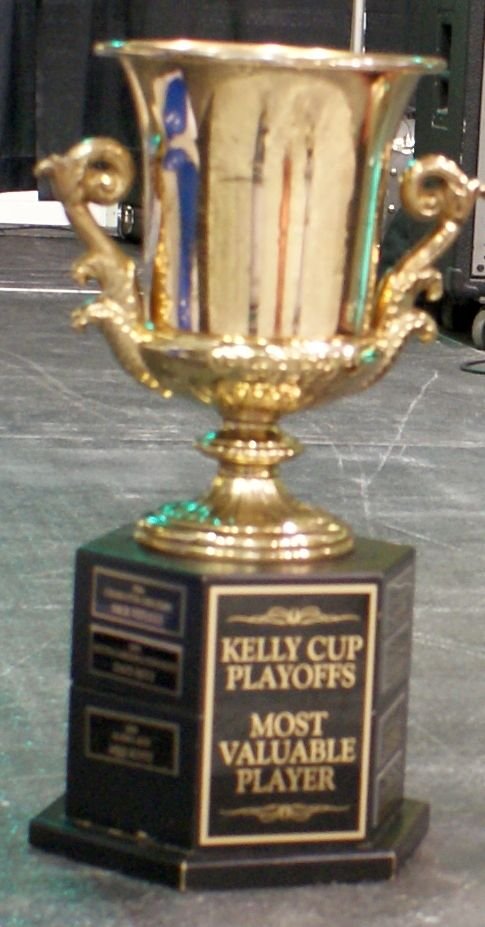
Kelly Cup Most Valuable Player Trophy

| Saison  | Spieler                             | Team                            |
| ------- | ----------------------------------- | ------------------------------- |
| 2024/25 | Luke Cavallin                       | Lions de Trois-Rivières         |
| 2023/24 | Oliver Chau                         | Florida Everblades              |
| 2022/23 | Cam Johnson                         | Florida Everblades              |
| 2021/22 | Cam Johnson                         | Florida Everblades              |
| 2020/21 | Stephen Harper                      | Fort Wayne Komets               |
| 2019/20 | Saison abgebrochen                  | Saison abgebrochen              |
| 2018/19 | Zach O’Brien                        | Newfoundland Growlers           |
| 2017/18 | Michael Joly                        | Colorado Eagles                 |
| 2016/17 | Matt Register                       | Colorado Eagles                 |
| 2015/16 | Chad Costello                       | Allen Americans                 |
| 2014/15 | Greger Hanson                       | Allen Americans                 |
| 2013/14 | Rob Madore                          | Cincinnati Cyclones             |
| 2012/13 | Riley Gill                          | Reading Royals                  |
| 2011/12 | John Muse                           | Florida Everblades              |
| 2010/11 | Scott Howes                         | Alaska Aces                     |
| 2009/10 | Jeremy Smith Robert Mayer           | Cincinnati Cyclones             |
| 2008/09 | James Reimer                        | South Carolina Stingrays        |
| 2007/08 | Cédrick Desjardins                  | Cincinnati Cyclones             |
| 2006/07 | Steve Silverthorn                   | Idaho Steelheads                |
| 2005/06 | Mike Scott                          | Alaska Aces                     |
| 2004/05 | Leon Hayward                        | Trenton Titans                  |
| 2003/04 | Dan Ellis                           | Idaho Steelheads                |
| 2002/03 | Kevin Colley                        | Atlantic City Boardwalk Bullies |
| 2001/02 | Simon Gamache Tyrone Garner         | Greenville Grrrowl              |
| 2000/01 | Dave Seitz                          | South Carolina Stingrays        |
| 1999/00 | Jean-François Boutin Jason Christie | Peoria Rivermen                 |
| 1998/99 | Travis Scott                        | Mississippi Sea Wolves          |
| 1997/98 | Sébastien Charpentier               | Hampton Roads Admirals          |
| 1996/97 | Jason Fitzsimmons                   | South Carolina Stingrays        |
| 1995/96 | Nick Vitucci                        | Charlotte Checkers              |
| 1994/95 | Blaine Moore                        | Richmond Renegades              |
| 1993/94 | Dave Gagnon                         | Toledo Storm                    |
| 1992/93 | Rick Judson                         | Toledo Storm                    |
| 1991/92 | Mark Bernard                        | Hampton Roads Admirals          |
| 1990/91 | Dave Flanagan Dave Gagnon           | Hampton Roads Admirals          |
| 1989/90 | Wade Flaherty                       | Greensboro Monarchs             |
| 1988/89 | Nick Vitucci                        | Carolina Thunderbirds           |